# 雙鉤鋸鍬形蟲
雙鉤鍬形蟲（學名：Miwanus formosanus），屬於鞘翅目的鍬形蟲科，其种加词“formosanus”意为“台湾的”。

## 形态特征
體長15—40（0.59—1.57英寸），中海拔原始森林，每年7至9月較易觀察，日夜出沒，具趨光性，體色偏棕褐至黑褐。，公蟲體長19—39（0.75—1.54英寸）、母蟲體長15—22（0.59—0.87英寸），別名「扁齒鋸鍬形蟲」、「薄翅鍬形蟲」、「薄顎鍬形蟲」、「雙鉤薄顎鍬形蟲」。另外，母蟲和望月鍬形蟲的母蟲外表類似，彼此可區別。

### 書目
- 楊維晟.  [《台灣甲蟲生態大圖鑑》（下）]. 台灣: 天下遠見出版. 2008-12-25 [2008]. ISBN 978-986-216-250-7 （中文）.
- 張永仁. . 臺灣: 遠流. 2006-06-01 [2006]. ISBN 957-325-783-1 （中文）.（繁體中文）

### 引用
1. 1 2 3  . 台灣生物多樣性資訊入口網-TaiBIF.   [2015-10-12].；2015-10-01日之前的前端介面舊版：. 台灣生物多樣性資訊入口網-TaiBIF.   [2015-08-23]. （原始内容存档于2016-03-04）.
2. ↑  楊維晟 2008，第30頁.
3. 1 2  梁輝弘（拍攝）. . 國立自然科學博物館.   [2015-08-27]. （原始内容存档于2016-03-05）.圖示
4. ↑  . 數位典藏與數位學習國家型科技計畫.   [2015-08-23]. （原始内容存档于2016-03-04）.

## 外部連結
- 昆蟲類─鞘翅目 Coleoptera - 南投縣竹山鎮杉林溪自然教育中心
- 鍬形蟲[永久] - 國立臺灣大學昆蟲標本館數位典藏
- . 台灣山林悠遊網電子報. 行政院農業委員會林務局.   [2015-08-25]. （原始内容存档于2016-03-04）.